# Konstantin Dimopoulos
Konstantin Dimopoulos es un escultor neozelandés de origen griego, autor y actor de performances  e instalaciones, nacido el 20 de diciembre de 1954 en Port Said, Egipto y residente desde 2003 en Melbourne, Australia.

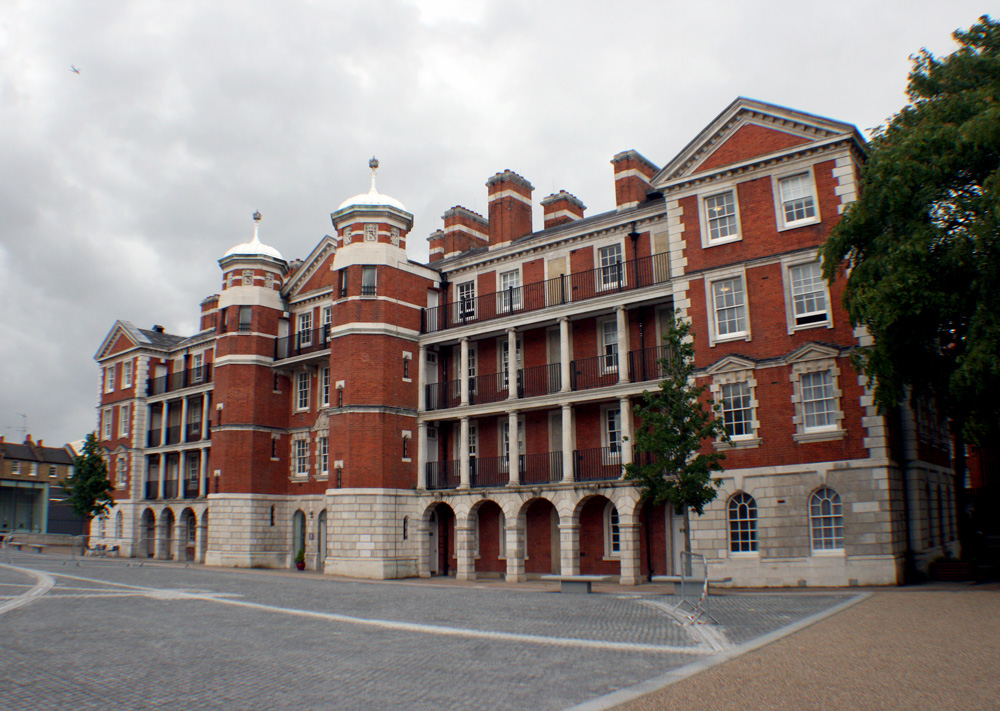
Edificio Norte de la Escuela Chelsea, donde estudió Dimopoulos.

## Datos biográficos

### Primeros años
Nacido en Port Said, Egipto Dimopoulos pasó sus primeros ocho años de vida residiendo en Ismailia antes de trasladarse con su familia a Wellington, Nueva Zelanda. Aunque nació en Egipto, Dimopoulos creció en el seno de una familia griega. Estos traslados con la familia alrededor del mundo a diferentes países, culturas y lenguajes ha influido en su trabajo artístico, particularmente en sus instalaciones de arte públicas. Completó un Bachelor of Arts en sociología en la  Victoria University, Wellington y posteriormente estudió a tiempo parcial en Londres, en la Escuela Chelsea de Arte.  En 2003 se trasladó a Melbourne, Australia donde actualmente reside.

### Carrera profesional
La primera exposición de Dimopoulos fue en 1981, se tituló The Passioned, una serie de "grandes, vívidas y audaces pinturas lineales al óleo". La exposición fue seguida de una segunda exposición individual antes de viajar a Londres y Europa. A su regreso a Wellington Dimopoulos creó obras para su exposición Mind At The End Of Its Tether (Mente al final de su cadena) de 1989, una serie de pinturas negras figurativas al óleo, de los hombres que trabajan en la sala de imprentas del periódico diario de Wellington. "El artista creó grandes lienzos que eran brutales pero documentos hermosos de los hombres sobreviviendo en espacios estériles y hostiles. Superpuesto a un pastiche superficial de texturas rotas, con los cuerpos totalmente materializados pero perdidos en el blanco contaminado sobre el color de la eternidad industrial."

## Escultura
En la década de 1990 Dimopoulos comenzó a explorar las dinámicas de las formas a través del medio de la escultura. En 2001 la Wellington Sculpture Trust le encargó la creación de Pacific Grass, la primera de una serie para el Paseo de Esculturas Meridian Energy Wind. "Pacific Grass transforma una isleta de tráfico en un faro de franjas verticales de color que ondulan y vibran con cada ráfaga de viento. Sus barras de resina se sustentan y responden al ambiente de este lugar, haciendo a Pacific Grass memorable como si acomodase el tráfico alrededor de la circunferencia de la rotonda.··
En 2004 Dimopoulos fue invitado a crear una escultura, Kete para el Centro para la Escultura Connells Bay en la Isla Waiheke, Nueva Zelanda. A ésta le siguió en 2005 Red Ridge, una escultura monumental para un campo privado de golf en Arrowtown, Nueva Zelanda. Red Ridge causó controversia cuando el propietario instaló la pieza sin haber obtenido antes los permisos del gobierno local.·
En 2006 Dimopoulos creó Red Centre para  Federation Square en el downtown de Melbourne, Australia. Desde 2001 Dimopoulos ha creado esculturas para colecciones públicas y privadas de Australia, Nueva Zelanda, Emiratos Árabes Unidos y Estados Unidos.  Su escultura, The Red Forest (el bosque rojo) en Denver, Estados Unidos fue elegida por Westword la mejor obra de arte pública nueva de 2011.

### Los árboles azules (The Blue Trees)

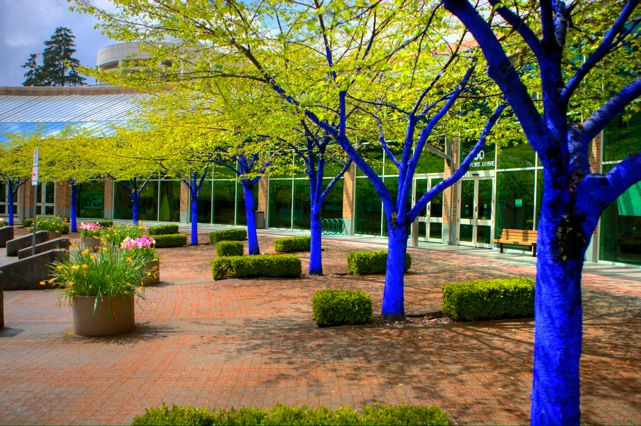
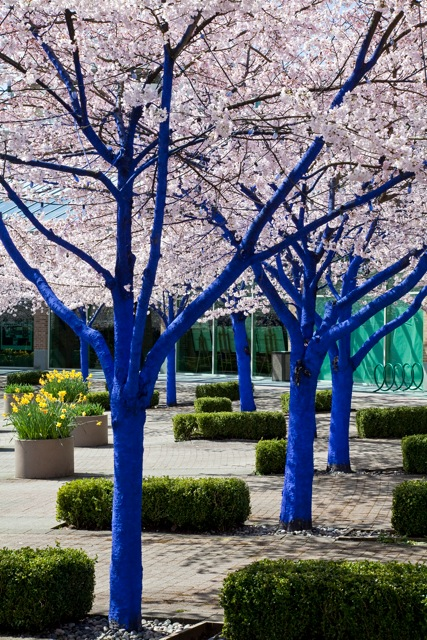
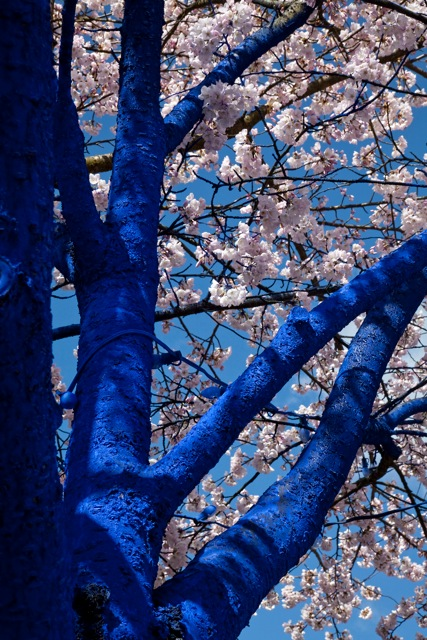
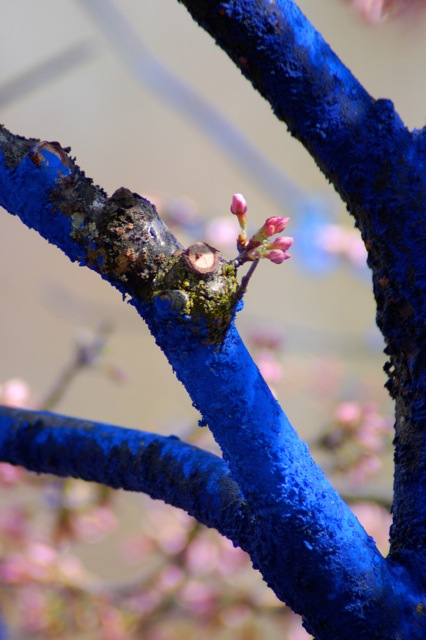
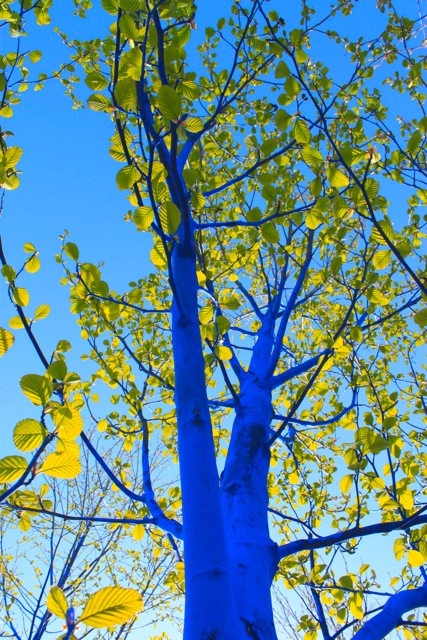
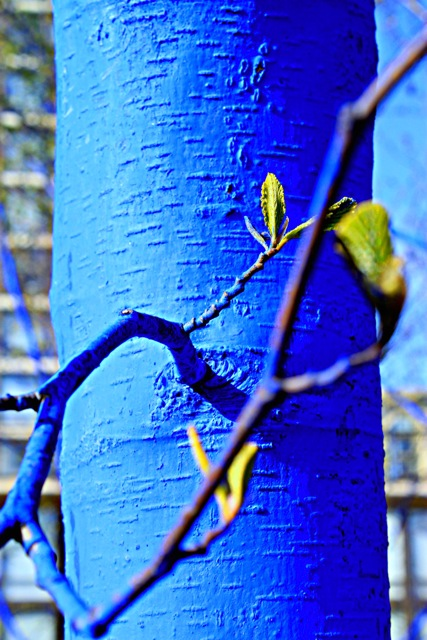

Konstantin Dimopoulos creó The Blue Trees - Los árboles azules como una instalación artística efímera, intervención o performance, empleando la transformación para provocar polémica acerca de la deforestación mundial.  The Blue Trees fue creada por primera vez en Melbourne, Australia en 2005 y fue una instalación incluida en la  Bienal de Vancouver 2010/2011 , Canadá. Utilizando un pigmento natural con base de agua, Dimopoulos coloreó de azul los troncos y las ramas de los árboles, transformándolos desde especies marginales a obras de arte vivientes. 

### Instalación artística
Las instalaciones artísticas de Dimopoulos  se emplazan en galerías y espacios públicos al aire libre y son diseñadas específicamente para cada espacio. 
Estas obras reflejan temas sociales y puntuales, tales como Black Parthenon (Partenón Negro), una instalación sobre la apropiación cultural creada en 2009 para el Festival de la Luz de Melbourne. Otros trabajos son Virus, 'Level 4' y Savage Garden - trabajos sobre el ecocidio ambiental- , y Paradise Lost (Paraíso perdido) sobre la violencia doméstica. 
A principios de su carrera Dimopoulos fue influenciado por la obra del artista alemán Joseph Beuys cuyas obras de arte sociales le han ayudado a desarrollar su propia visión. 

"I am striving to give voice to issues that are important to me that provide a platform to effect change. I want to evoke in people the idea that as individuals we can contribute to change. We all have the ability to impact on our environment and on social issues."[cita requerida]
"Estoy tratando de dar voz a los temas que son importantes para mí que proporcionan una plataforma para el cambio. Quiero evocar en las personas la idea de que como individuos podemos contribuir al cambio. Todos tenemos la capacidad de impacto sobre el medio ambiente y sobre las cuestiones sociales ".